# Árok Ferenc (labdarúgó)
Árok Ferenc, Frank Arok (Magyarkanizsa, 1932. január 20. – Szabadka, 2021. január 12.) vajdasági magyar-ausztrál labdarúgó, edző, sportújságíró.

## Pályafutása
1950 és 1960 között a Jedinstvo labdarúgója volt.
1961–62-ben az FK Novi Sad vezetőedzője, 1966–67-ben az FK Vojvodina segédedzője volt. 1969 és 1996 között megszakításokkal Ausztráliában tevékenykedett. 1969 és 1972 illetve 1981 és 1983 között a St George Saints szakmai munkáját irányította. 1983 és 1989 között az ausztrál válogatott szövetségi kapitánya volt. 1989-ben ismét a St George Saints csapatánál dolgozott. 1994 és 1996 között a South Melbourne vezetőedzőjeként dolgozott.
2021. január 12-én hunyt el koronavírus-fertőzés következtében Szabadkán.

## Díjai
- Életműdíj (Magyar Sportújságírók Szövetsége) (2018)